# Budiónnovskaia
Budiónnovskaia (en rus: Будённовская) és un poble (una stanitsa) de l'óblast de Rostov, a Rússia, que en el cens del 2010 tenia 2.114 habitants.